# サン・ヴィセンテ岬
サン・ヴィセンテ岬（サン・ヴィセンテみさき、ポルトガル語: Cabo de São Vicente, 'kabu dɨ sɐ̃ũ vi'sẽtɨ）は、ポルトガル南部のアルガルヴェ地方サグレス村にある岬。サグレス岬と並んでおり、「コスタ・ヴィセンティナ」（ヴィセンテの海岸）とも呼ばれる。

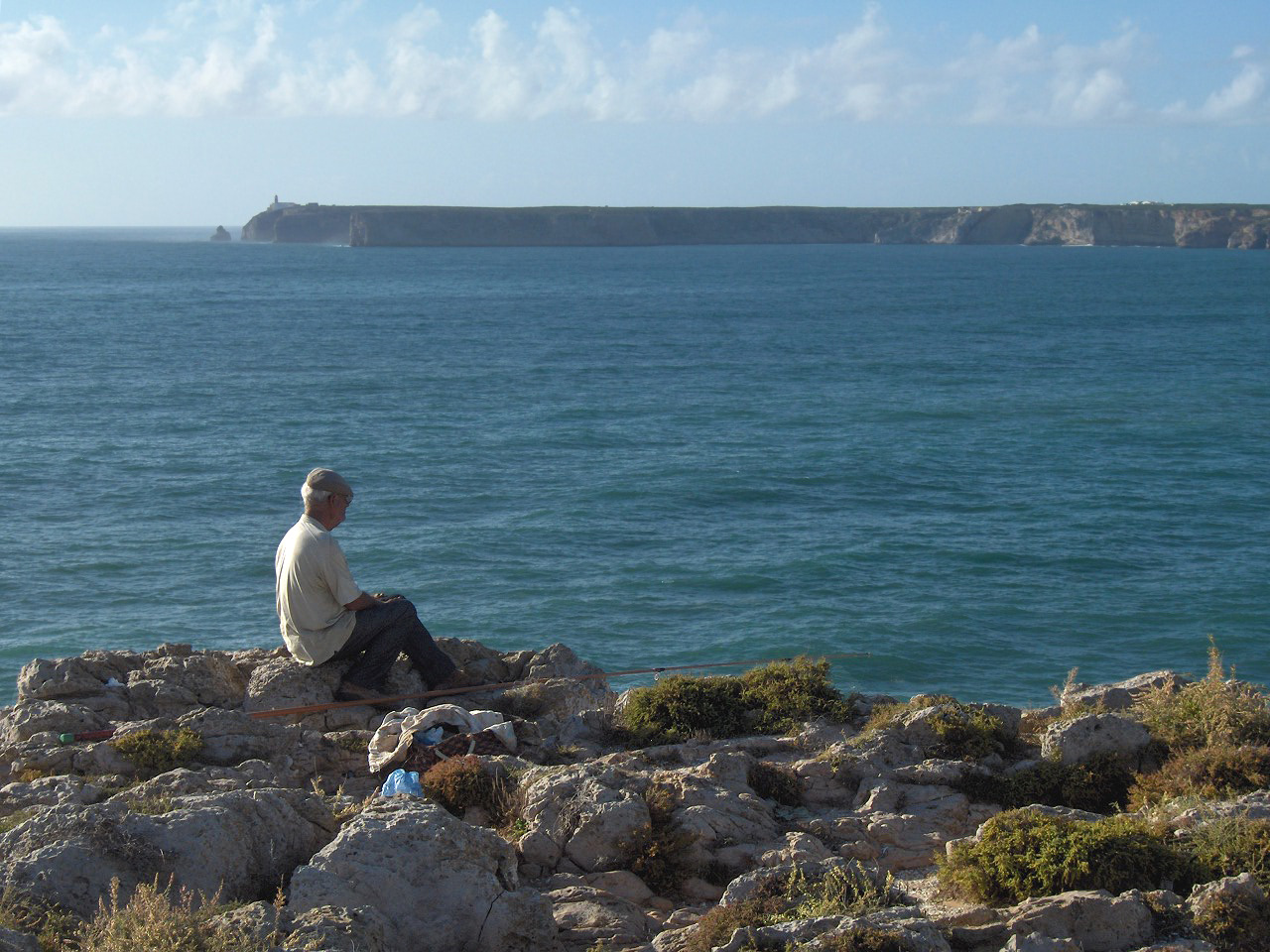
サグレス岬から望むサン・ヴィセンテ岬と灯台

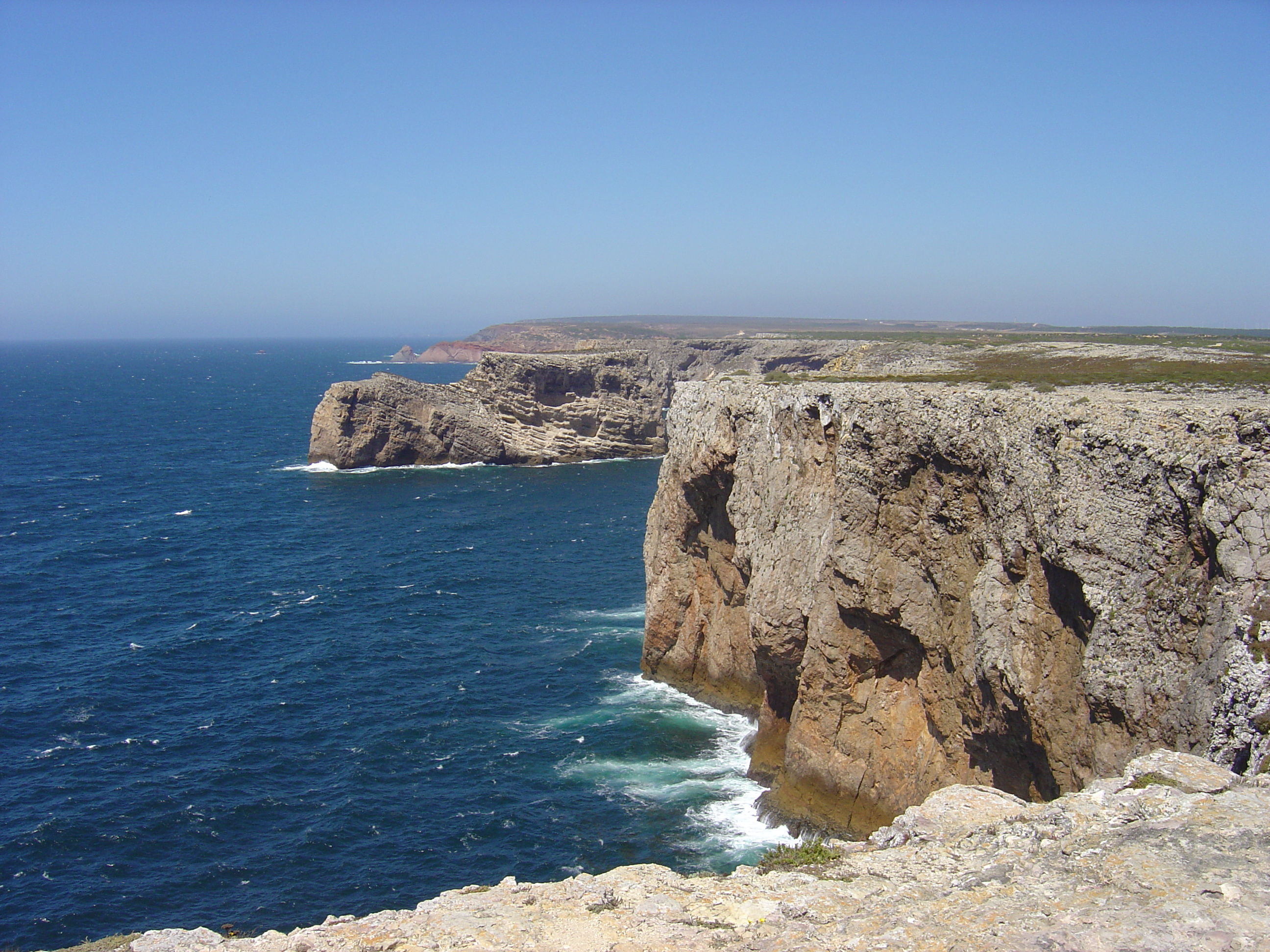
灯台から見たサン・ヴィセンテ岬の北岸

## 説明
サン・ヴィセンテ岬はヨーロッパの南西端の地点であり、エストニアのナルヴァ＝ヨエス（Narva-Jõesuu）から5000kmに及ぶヨーロッパ沿海歩道（E9）の南西の終端を成す。
岬はサグレスの村からおよそ6kmのところにあり、地中海への往還の航海における陸標となっている。崖の高さは75mで、大西洋からほぼ垂直に立ち上がっている。
サン・ヴィセンテ岬では豊富な海の生き物を見ることができ、またその崖は、珍しいボネリのワシ、ハヤブサ、トビ、岩ツグミ、カワラバト、コウノトリやアオサギなどが高い密度で巣を営んでいる。

## 歴史
サン・ヴィセンテ岬はいくつものメンヒルが示すように新石器時代から神聖な土地だった。古代ギリシア人はここをオピウサ（Ophiussa、海蛇の地）と呼んでおり、オエストリミニス（Oestriminis、「西の果て」（ポルトガルのこと））に住み、ヘラクレスに聖堂をささげていた。またローマ人は、プロモントリウム・サクルム（Promontorium Sacrum、聖なる岬）と呼んだ。彼らは、日没が他のどこよりも大きく見える不思議な場所と考えた。彼らはここでは太陽が海に音をたてて沈むと考え、世界の果てと位置付けた。
伝説によると、この岬の名前は、4世紀の殉教者であるスペインの僧侶聖ヴィセンテ（サラゴサのヴィセンテ）の遺体をこの岬まで運んだことに由来するという。彼の墓の上には霊廟が建てられ、アラブの地理学者イドリースィーによれば、それは常に大鴉の群れによって守られていた。ポルトガル王アフォンソ1世は聖者の遺体を1173年に掘り起こし、船でリスボンに運んだ。そしてその時も大鴉の群れが付いていった。
岬の周辺地域は、フランスやオランダからの海賊によって何度も略奪され、1587年にはイングランドの海賊フランシス・ドレークにも奪われた。1755年のリスボン地震では、エンリケ航海王子の「ヴィラ・ドゥ・インファンテ（Vila do Infante）」を含むすべての建物が崩れ落ち、瓦礫と化してしまった。また、ポルトガルのすべての修道院が解散させられた1834年まで、フランシスコ会の修道士がこの地に留まっていた。
この岬の近くでは過去に何度か海戦が行われた。
- フランスのアンヌ・イラリオン・ド・トゥールヴィル提督は、大同盟戦争中の1693年6月27日、400 - 500隻のイギリス・オランダ商船の船団を護衛していたサー・ジョージ・ルーク提督指揮の英蘭連合の小艦隊を打ち破った（ラゴスの海戦）。「スミルナ艦隊の災厄」として知られるこの海戦では、荷を満載した商船94隻が捕えられるか沈められた。この大損害は、輸送船団の護衛をしていながらウェサン島沖で引き返した2人のイギリス提督の無策に起因するものである。
- 1780年には、イギリスとスペインの間で「サン・ビセンテ岬の月光の海戦」が行われた。
- 1797年、ジャーヴィス提督とネルソン提督は「サン・ビセンテ岬の海戦」でスペイン艦隊を破った。

## 灯台
現在の灯台は、1846年に16世紀のフランシスコ会修道院の残骸の上に建設されたものである。聖ヴィセンテと聖フランシスコ・ザビエルの像は、サグレス岬にある最寄のノッサ・セニョーラ・ダ・グラサ教会に移された。この灯台は、世界で最も忙しい大洋航路のひとつを守る、ヨーロッパで2番目に強力なものである。その2つの1000ワットの灯りは、60km離れたところでも見ることができる。

## 2007年の地震
2007年2月12日にはマグニチュード5.8の地震が岬のおよそ160キロメートルの東で発生した。

## 注記
1. ↑   「アルガルヴェ海岸沖地震」